# بافاريا سلافيكا

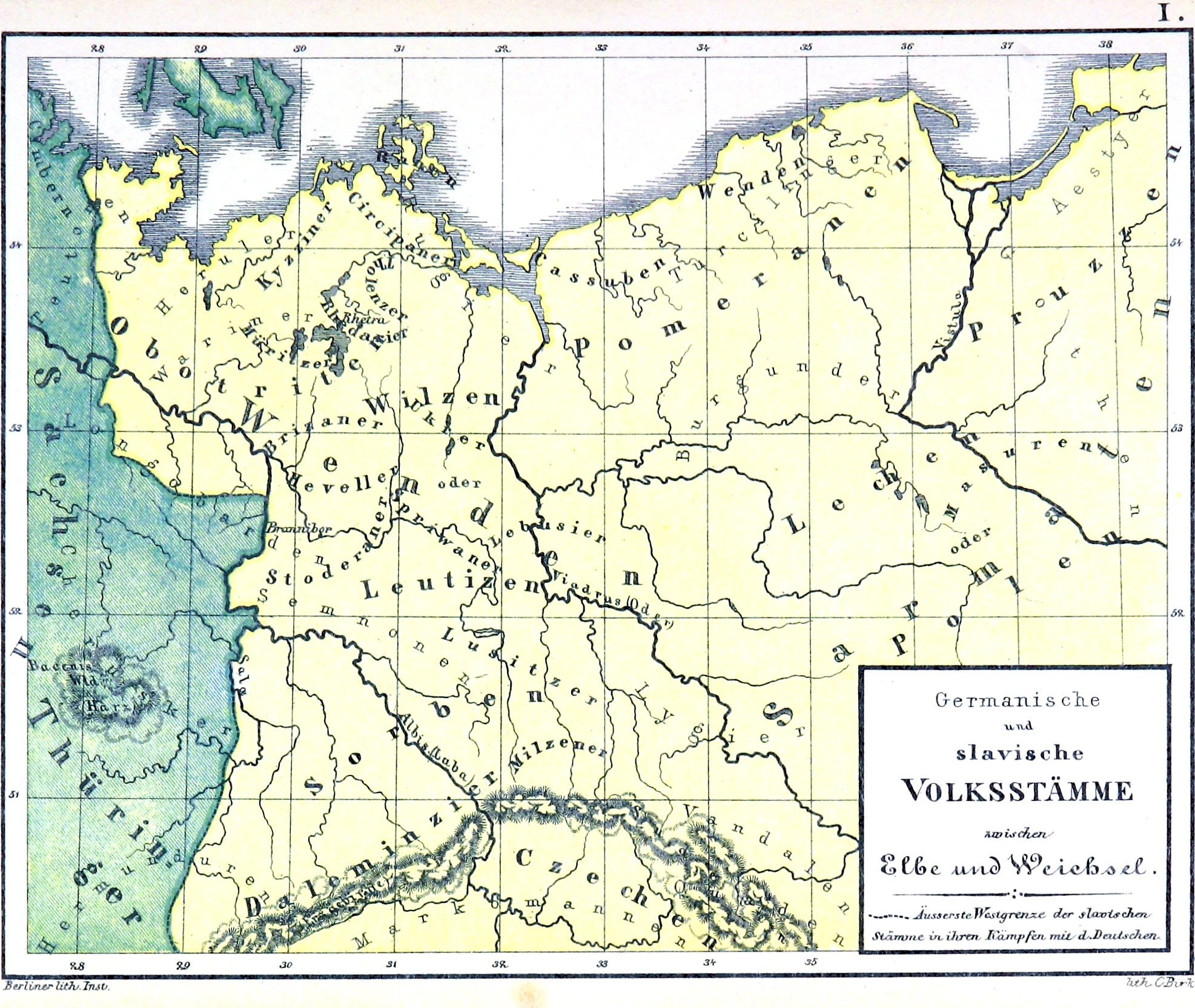

بافاريا سلافيكا هو مصطلح تاريخي يستخدم للإشارة إلى المناطق المأهولة بالسكان السلاف الغربيين ( الونديين ) بين القرنين السادس والثاني عشر في شمال شرق بافاريا. استقر الونديون في بافاريا على عدة موجات بين القرنين السادس والتاسع، وبعد ذلك في القرنين العاشر والحادي عشر. تم تفضيل استقرار القبائل الغربية السلافية الودنية (وغيرها من القبائل الصغرى) في عهد إمبراطور الفرنجة شارلمان .[بحاجة لمصدر] وقت لاحق وطنتإمبراطورية الفرنجة الشرقية أيضًا إلى حد كبير المنديين المنصرين في المناطق الريفية أو غير المأهولة بالسكان، أو في المناطق المهددة بالانتفاضات. بعد توقف الهجرة، تم استيعابهم بسرعة من قبل الفرنجة المحليين، الذين استمروا دائمًا في تشكيل الأغلبية، ومن قبل البايوفاريين .

## وصلات خارجية
- الشعب السلافي في فرانكونيا العليا باللغة الألمانية